# Southwell
Southwell är en småstad och civil parish i distriktet Newark and Sherwood i grevskapet Nottinghamshire i England. Orten har 7 297 invånare (2011).
Soutwell har spår från den romerska invasionen av England under de första århundradena efter Kristus. Byn nämns också i Domedagsboken (Domesday Book) år 1086, och kallades då Sudeuuelle/Sudwelle.
Southwell Minster är domkyrka och biskopssäte i Southwell och Nottinghams stift inom Engelska kyrkan. Det formella namnet är Den välsignade jungfru Marias katedral och församlingskyrka i Southwell. Kyrkan var ursprungligen privatkyrka för ärkebiskopen av Yorks vid hans residens. Den byggnad som finns idag började byggas 1108 och var färdigställt cirka 1234. Kapitelhuset är särskilt känt för sin stenhuggerikonst med naturmotiv.